# Larry Crockett
Larry Crockett (23 de outubro de 1926 — 20 de março de 1955) foi um automobilista norte-americano.
Crockett esteve apenas nas 500 Milhas de Indianápolis de 1954, quando a prova contava pontos para o Mundial de Pilotos da Fórmula 1 de 1950 até 1960. Ele terminou-a em 9º lugar. 
Larry Crockett faleceu de um acidente numa competição no Langhorne Speedway, em março de 1955.